# Lemecke
Die Lemecke ist ein 1,8 km langer, orografisch linker Nebenfluss der Ruhr im nordrhein-westfälischen Winterberg, Deutschland.

## Geographie
Der Bach entspringt etwa 1,2 km nördlich des Winterberger Stadtzentrums auf einer Höhe von 671 m ü. NHN. Von hier aus fließt die Lemecke überwiegend in nördliche Richtungen. Nach einer Flussstrecke von 1,8 km mündet sie linksseitig in die noch junge Ruhr. Die Mündung liegt nördlich des Hengstkopfs unmittelbar westlich der Bundesstraße 480 auf einer Höhe von 619 m ü. NHN.
Bei einem Höhenunterschied von 52 m beträgt das mittlere Sohlgefälle 28,9 ‰. Das etwa 1,145 km² große Einzugsgebiet wird über Ruhr und Rhein zur Nordsee entwässert.

## Natur und Umwelt
Der Lauf der Lemecke ist gänzlich unverbaut. Die nördliche Hälfte des Bachlaufs der Lemecke liegt im 55,2 ha großen Naturschutzgebiet Oberes Ruhrtal. Das Naturschutzgebiets ist auch Teil des FFH-Gebiets Bergwiesen bei Winterberg, in dem viele seltene Pflanzen und Tiere der Roten Liste vorkommen. Die Nordrhein-Westfalen-Stiftung hat im Naturschutzgebiet im Bereich des Laufs der Lemecke auf Antrag des Vereins für Natur- und Vogelschutz im Hochsauerlandkreis Flächen angekauft. Die Flächen der Nordrhein-Westfalen-Stiftung werden extensiv mit Rindern nach Vorgaben des Kultur-Landschafts-Pflege-Programms des Hochsauerlandkreises beweidet.

## Fauna
Früher gab es im Bereich des Lemecke Laufs Vorkommen des Braunkehlchens, des Wiesenpiepers und der Bekassine.